# 스택스
스택스(본명: 김구택, 2000년 2월 16일 ~ )는 대한민국의 발로란트 프로게이머로 아이디는 stax이다. 현재 T1 소속이다.
이전에는 카운터-스트라이크 프로게이머로 활동했다.

## 선수 생활

### 발로란트
2020년 6월, 비전 스트라이커스 발로란트 프로게임단에 입단하면서 종목을 발로란트로 변경했다.
2021시즌을 앞두고 비전 스트라이커스와 재계약을 체결했다.
2022시즌을 앞두고 DRX와 재계약을 체결했다.
2023시즌을 앞두고 DRX와 재계약을 체결했다. 팀이 VCT PAC의 파트너로 선정되어 소속 리그를 옮겼다. 2023 락인에서 3위를 달성했다. 2023시즌 준우승을 달성했다. 마스터스 7-8위를 기록했다. 챔피언스 5-6위를 기록하며 시즌을 마감했다.
2024시즌을 앞두고 DRX와 재계약을 체결했다. 킥오프 4강을 기록했다. 2024시즌 S1 4위를 기록했다. 2024년 5월, 선수 명단에서 비활성화 되었다. 이후 팀에서 퇴단했다.
2024년 6월, T1에 입단했다. 2024시즌 S2 7위를 기록하며 시즌을 마감했다.

## 소속팀
| # | 팀명              | 소속 기간               | 소속 리그   | 비고 |
| - | ----------------- | ----------------------- | ----------- | ---- |
| 1 | v0rtex_5          | 2016.09 ~ 2017.07       |             |      |
| 2 | CS00              | 2017.07 ~ 2017.12       |             |      |
| 3 | Ardeont           | 2017.12 ~ 2019.03.07    |             |      |
| 4 | MVP PK            | 2019.03.07 ~ 2020.04.30 |             |      |
| 5 | Project_kr        | 2020.04.30 ~ 2020.06.08 |             |      |
| 6 | 비전 스트라이커스 | 2020.06.08 ~ 2024.06.06 | VCK VCT PAC |      |
| 7 | T1                | 2024.06.07 ~            | VCT PAC     |      |

## 수상 내역

### 카운터-스트라이크
- WEGL 2017 슈퍼 파이트 인비테이셔널 4강
- 도유TV 아시안 챌린지 시리즈 #1 우승
- GOTV.GG 인비테이셔널 #3 우승
- GG.BET 서머 아시아 우승
- Cobx 마스터스 페이즈 2 우승
- ESL 프로 리그 시즌 9 아시아 준우승
- 아시아 마이너 챔피언십 2019 베를린 3위

### 발로란트
- 퍼스트 스트라이크 코리아 우승
- 발로란트 올스타 인비테이셔널 3위
- 2021 발로란트 챌린저스 코리아 스테이지 1 챌린저스 1 1~2위
- 2021 발로란트 챌린저스 코리아 스테이지 1 챌린저스 2 1~2위
- 발로란트 챔피언스 투어 2021 마스터스 스테이지 1 대한민국 우승
- 2021 발로란트 챌린저스 코리아 스테이지 2 4위
- 2021 발로란트 챌린저스 코리아 스테이지 3 우승
- 발로란트 챔피언스 투어 2021 마스터스 스테이지 3 8강
- 발로란트 챔피언스 2021 10위
- 2022 발로란트 챌린저스 코리아 스테이지 1 우승
- 발로란트 챔피언스 투어 2022 마스터스 스테이지 1 5위
- 2022 발로란트 챌린저스 코리아 스테이지 2 우승
- 발로란트 챔피언스 투어 2022 마스터스 스테이지 2 6위
- 발로란트 챔피언스 2022 3위
- 발로란트 챔피언스 투어 2023 락인 3위
- 2023 발로란트 챔피언스 투어 태평양 리그 준우승
- 발로란트 챔피언스 투어 2023 마스터스 8강
- 발로란트 챔피언스 2023 6강
- 발로란트 챔피언스 투어 태평양 리그 2024 킥오프 4강
- 2024 발로란트 챔피언스 투어 태평양 리그 스테이지 1 4위
- 2024 발로란트 챔피언스 투어 태평양 리그 스테이지 2 7위